# Achille Polonara
Achille Polonara, né le 23 novembre 1991, à Ancône, en Italie, est un joueur italien de basket-ball. Il évolue au poste d'ailier ou d'ailier fort.

## Biographie
En août 2019, Polonara rejoint le club espagnol du Saski Baskonia avec lequel il signe un contrat pour deux saisons.
En juin 2021, il s'engage avec le Fenerbahçe Istanbul pour deux saisons, une troisième saison additionnelle est en option.
En juillet 2022, Polonara quitte le Fenerbahçe pour s'engager avec un rival stambouliote, l'Anadolu Efes Spor Kulübü, champion d'Europe en titre. Son contrat court sur une saison avec une saison additionnelle en option.

## Palmarès
- Champion de Turquie en 2022
- Champion d'Espagne : 2020
- Vainqueur de la Coupe d'Europe FIBA 2018-2019
- Finaliste du championnat d'Europe des -20 ans 2011